# Don J. Wells
| 77185 Cherryh        | 20 marzo 2001    |
| 90481 Wollstonecraft | 16 febbraio 2004 |
| 115561 Frankherbert  | 20 ottobre 2003  |
| 157332 Lynette       | 15 ottobre 2004  |
| 159013 Kyleturner    | 15 ottobre 2004  |
| 180367 VonFeldt      | 22 dicembre 2003 |
| 377144 Okietex       | 30 agosto 2003   |

Don J. Wells (1965) è un astronomo amatoriale statunitense, di professione produttore televisivo.
Il Minor Planet Center gli accredita la scoperta di quattordici asteroidi, effettuate tra il 2001 e il 2009, in parte in collaborazione con altri astronomi: Alex Cruz, Joseph A. Dellinger, William G. Dillon e Max Eastman.
Gli è stato dedicato l'asteroide 99891 Donwells.